# Tommy Lundh
Tommy Folke Johan Lundh, född 11 december 1948 i Höör, är en svensk före detta fotbollsspelare.
Han debuterade för AIK den 17 april 1973 mot IK Sirius i en match där Sirius vann med 1-0.